# Mónika Szabó-Kovacsicz
Mónika Szabó-Kovacsicz (* 20. November 1983 in Komárno, Tschechoslowakei, geborene Mónika Kovacsicz) ist eine ungarische Handballspielerin, die ebenfalls als Handballtrainerin tätig ist.

## Karriere
Szabó-Kovacsicz begann 1992 das Handballspielen in der slowakischen Stadt Nesvady und lief anschließend zwischen 2000 und 2003 für den ungarischen Verein Békéscsabai Előre NKSE auf. Anschließend wechselte die Außenspielerin zu Győri ETO KC, mit dem sie 2005 und 2006 die ungarische Meisterschaft sowie 2005, 2006 und 2007 den ungarischen Pokal gewann. Anschließend spielte die Linkshänderin in der Saison 2007/08 bei Ferencváros Budapest. Daraufhin schloss sich Szabó-Kovacsicz dem dänischen Verein Viborg HK an, mit dem sie 2009 die dänischen Meisterschaft und die EHF Champions League gewann. 2010 kehrte Szabó-Kovacsicz zu Ferencváros Budapest zurück, mit dem sie 2015 die ungarische Meisterschaft sowie 2011 und 2012 den Europapokal der Pokalsieger errang. Nach der Saison 2015/16 beendete sie ihre Karriere. Ein Jahr später gab sie ihr Comeback beim ungarischen Verein Szent István SE. Im Januar 2018 wechselte Kovacsicz zum Mosonmagyaróvári KC. 2019 wechselte Szabó-Kovacsicz zum ungarischen Verein Komárom VSE, bei dem sie seitdem auch als Jugendtrainerin tätig ist. Mit Komárom VSE stieg sie 2021 in die zweithöchste ungarische Spielklasse auf.
Szabó-Kovacsicz gehörte dem Kader der ungarischen Frauen-Nationalmannschaft an. Ihre bisher größten Erfolge mit der Nationalmannschaft sind die Bronzemedaillen bei der WM 2005 und bei der EM 2012. Bei den Olympischen Spielen 2008 in Peking belegte sie mit Ungarn den vierten Platz.

## Sonstiges
Ihre Cousine Szandra Szöllősi-Zácsik spielt ebenfalls professionell Handball.